# Escherode (Staufenberg)
Escherode ist ein zur Gemeinde Staufenberg im niedersächsischen Landkreis Göttingen gehörendes Dorf am Rand des Kaufunger Waldes.

## Geschichte
Name und urkundliche Ersterwähnung stehen mit Asig (Esikonen) in Verbindung, so übertrug Karl der Große 813, als Belohnung um die Verdienste seines Vaters Hiddi, Asic beziehungsweise Esiko den Landstrich um Escherode als erbliches Eigentum. Esiko, der um das Jahr 823 starb, war der Gründer des Dorfes Escherode, welches ursprünglich bis 1353 Esekerode hieß. Im Lehnbuch des Herzogs Otto von 1318 ist der Ort genannt, dessen Name 1425 als Ecclesia in Echinroda angegeben wird. 1689 lebten hier rund 160 Einwohner, vorwiegend Brinksitzer und Kötner. Um 1900 gab es hier rund 300 Einwohner. Zeitweise hatte die Niedersächsische Forstliche Versuchsanstalt hier eine Station. 2010 betrug die Einwohnerzahl 961. Mit Nieste wurde 2011 ein Gebietstausch durchgeführt.

## Politik
Ortsbürgermeister ist Alexander Alves.
Der Ortsrat setzt sich seit den Kommunalwahlen im Jahr 2021 aus neun Ratsfrauen und Ratsherren zusammen, die als Wählergruppe Gemeinsam für Escherode gewählt worden sind.
Das Ortswappen enthält einen Habicht.

## Kultur und Sehenswürdigkeiten

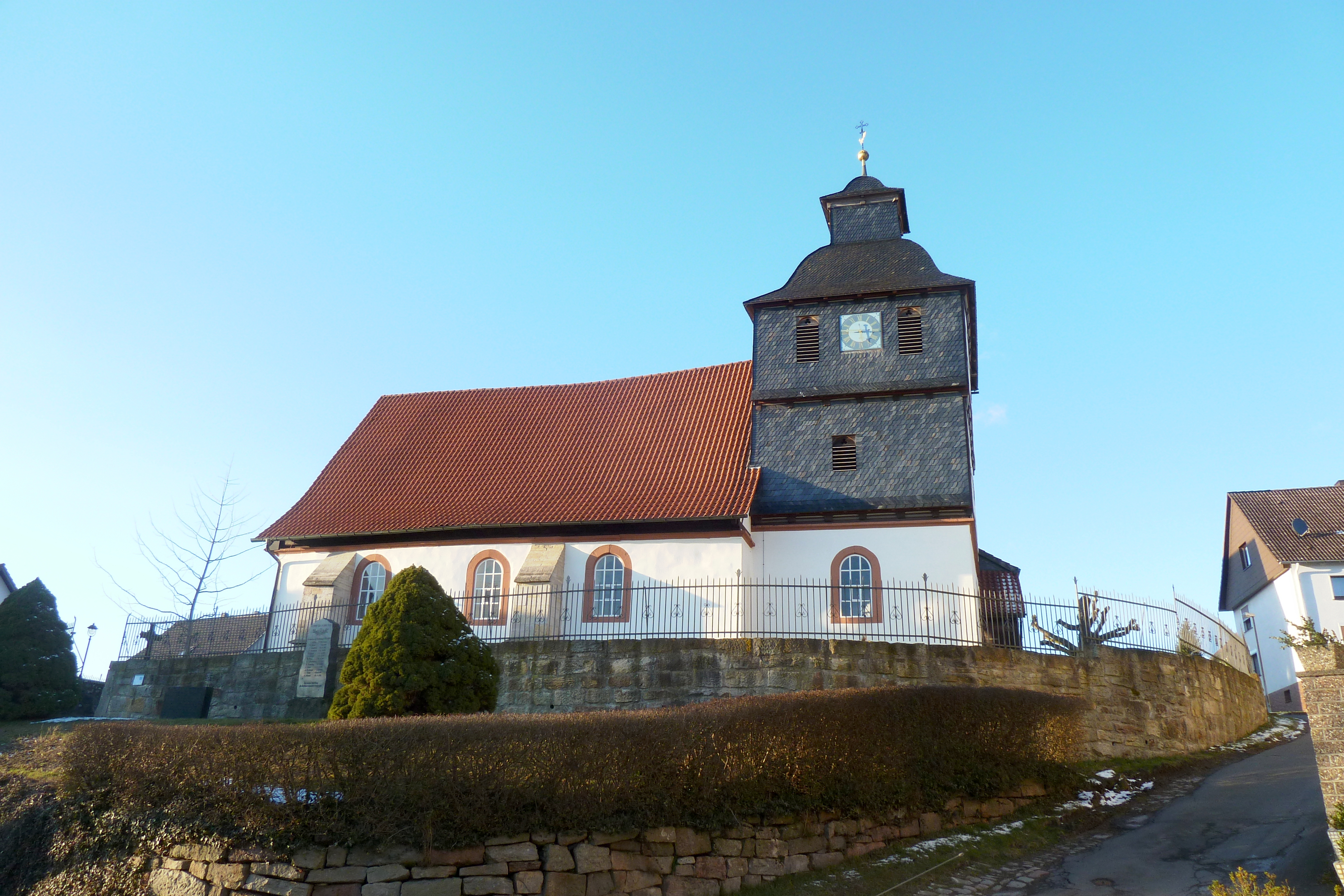
Kirche

- Paul-Gerhardt-Kirche, 1969/70 renoviert, Turmuhr von J. F. Weule, Gemeinde zum Kirchenkreis Göttingen-Münden gehörend.  Am 1. Januar 2011 wurden die Kirchengemeinden Escherode und Nieste zur Dreinigkeitsgemeinde Escherode-Nieste zusammengeschlossen. Seit 2023 nun besteht eine pfarramtliche Verbindung mit der Kirchengemeinde Uschlag. Uschlag ist der Pfarrsitz.[4]
- Feuerwehr Escherode, 1903 als Pflichtfeuerwehr gegründet, 1938 zur Freiwilligen Feuerwehr umorganisiert
- TSV Escherode
- Arboretum Habichtsborn